# Anacanthotermes
Anacanthotermes (Jacobson, 1904) — род термитов, включающий около 10 видов.

## Описание
У термитов этого рода отсутствует боковые шипы  на голенях. Крылья матовые, их медиальная жилка начинает ветвиться до середины крыла. Обитают  в сухих полупустынях Палеарктики. Строят земляные гнёзда с небольшими холмиками. Питаются сухими травами и мёртвой древесиной. Некоторые виды сильно повреждают постройки человека.

## Распространение
Палеарктика: от Северной Африки до Средней Азии и Индии.

## Систематика
Около 10 видов. Род был выделен Г. Г. Якобсоном (1904) первоначально в статусе подрода в составе рода Hodotermes Hagen. Позже ему придали статус самостоятельного рода (Sjöstedt, 1925).
- Anacanthotermes ahngerianus Jacobson, 1904 — Большой закаспийский термит
- Anacanthotermes baeckmannianus Vasiljev
- Anacanthotermes baluchistanicus Akhtar, 1974
- Anacanthotermes murgabicus Vasiljev
- Anacanthotermes ochraceus Burmeister
- Anacanthotermes septentrionalis Jacobson
- Anacanthotermes vagans Hagen
- Anacanthotermes ubachi Navas
- Anacanthotermes turkestanicus Jacobson, 1904 — Туркестанский термит